# Cyclopicina sirenkoi
Cyclopicina sirenkoi – gatunek widłonoga z rodziny Cyclopicinidae. Nazwa naukowa tego gatunku skorupiaków została opublikowana w 1997 roku przez Pedro Martíneza Arbizu z Senckenberg Research Institute we Frankfurcie nad Menem.